# Alma, Texas
Alma là một thị trấn thuộc quận Ellis, tiểu bang Texas, Hoa Kỳ. Năm 2010, dân số của thị trấn này là 331 người.

## Dân số
- Dân số năm 2000: 302 người.
- Dân số năm 2010: 331 người.